# 斯特罗齐宫

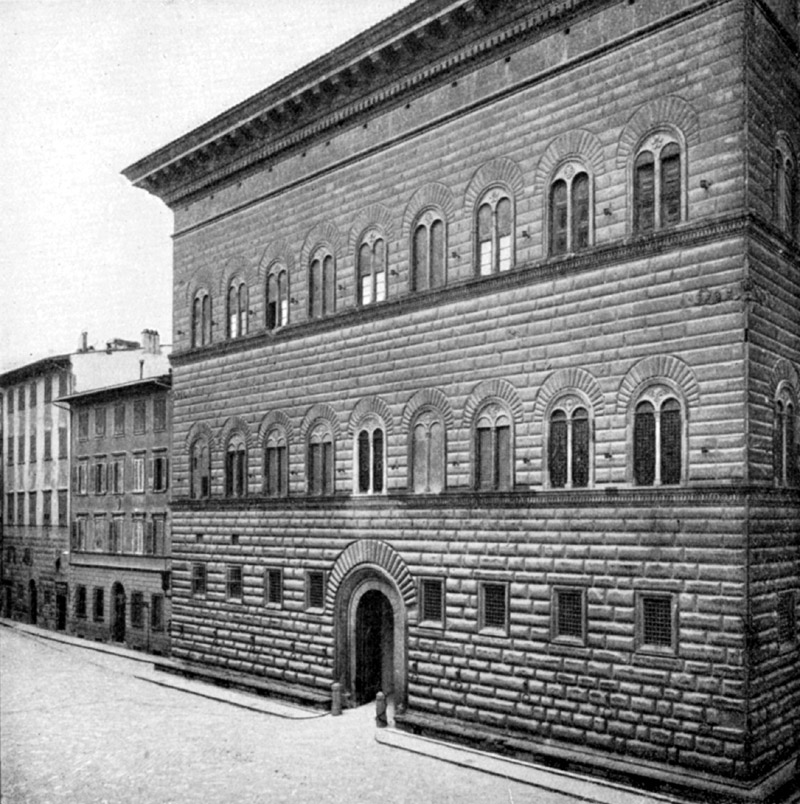
立面

斯特罗齐宫（Palazzo Strozzi）是意大利，佛罗伦萨的一座规模庞大的宫殿，始建于1489年，设计者是贝内德托·达·米札诺（Benedetto da Maiano），主人是银行家老菲利浦·斯特罗齐，美第奇家族的竞争对手，他在1466年11月返回佛罗伦萨，希望兴建一座最壮丽的府邸，来维持家族的声望得以延续，更重要的可能是作为其身份的政治声明。在1470年代，为了新建筑能有足够的空间，收购和拆毁了大量建筑。新的建筑小朱利亚诺·达·桑迦洛（Giuliano da Sangallo the Younger）提供了设计的木制模型。菲利浦·斯特罗齐在1491年去世，但是这座建筑在很久以后的1538年才完成。科西莫一世大公在同一年没收了这座建筑，直到30年后才归还给斯特罗齐家族。